# Breutelia dumosa
Breutelia dumosa är en bladmossart som beskrevs av Mitten 1859. Breutelia dumosa ingår i släktet gullhårsmossor, och familjen Bartramiaceae. Inga underarter finns listade i Catalogue of Life.